# Atte Engren
Atte Engren (né le 19 février 1988  à Rauma en Finlande) est un joueur professionnel de hockey sur glace finlandais. Il évolue au poste de gardien,.